# Попик Віктор Петрович
Ві́ктор Петро́вич По́пик (4 листопада 1972 — 17 лютого 2015) — старший солдат Збройних сил України.

## Життєвий шлях
Народився в Городку, до 1988 року навчався у городецькій ЗОШ № 1. Одружився, з Оксаною проживали на Закарпатті. В 2000-х роках оселилися у Лісоводах, виховували донечку Іринку. Віктор допомагав облаштувати оселі, робота його була високоякісною.
У серпні 2014-го мобілізований, старший навідник, військовик 13-го батальйону «Чернігів-1».
Загинув 17 лютого 2015-го у боях за Дебальцеве від пострілу снайпера. Побратими оповіли, що не змогли під час відходу забрати його тіло з території, яку контролюють терористи.
Побратим упізнав тіло Віктора в дніпропетровському морзі. Похований у селі Лісоводи 7 березня 2015-го, у останню дорогу люди проводжали стоячи зі свічками, на колінах.

## Нагороди та вшанування
- Указом Президента України № 76/2016 від 1 березня 2016 року — орденом «За мужність» III ступеня (посмертно)[1]
- в Городоцькій ЗОШ, у якій навчався Віктор, відкрито меморіальну дошку його честі